# Me and the Colonel
Me and the Colonel (br: Eu e o Coronel) é um filme estadunidense de 1958, baseado na peça Jacobowsky und der Oberst de Franz Werfel. Foi dirigido por Peter Glenville e estrelado por Danny Kaye, Curt Jürgens e Nicole Maurey. Kaye ganhou o Globo de Ouro de melhor ator em comédia ou musical por sua interpretação.

## Elenco
- Danny Kaye como S.L. Jacobowsky
- Curd Jürgens como Colonel Prokoszny (como Curt Jurgens)
- Nicole Maurey como Suzanne Roualet
- Françoise Rosay como Madame Bouffier (como Francoise Rosay)
- Akim Tamiroff como Szabuniewicz
- Martita Hunt como madre superior
- Alexander Scourby como Major Von Bergen
- Liliane Montevecchi como Cosette
- Ludwig Stössel como Dr. Szicki (como Ludwig Stossel)
- Gérard Buhr como German Captain (como Gerard Buhr)
- Franz Roehn como Monsieur Girardin

## Produção
Esse foi o primeiro filme de seis filme de William Goetz para a Columbia Pictures.

## Recepção
Herbert Feinstein publicou uma crítica favorável no Film Quarterly, escrevendo que "Willam Goetz produz o pequeno milagre de criar um conto de fadas confiável nos dias de hoje". Ele elogiou todos os atores, mas destacou a atuação de Kaye, afirmando: "O diretor (Peter Glenville) sem dúvida é um gênio, pois ele pegou esse grupo de personalidades ultrajantes e as silenciou, no caso de Kaye, a alquimia alcança ouro puro".